# Витер, Пётр Акимович
Пётр Акимович Витер (1923—2003) — советский работник промышленности, директор моторостроительного завода, кандидат технических наук, Герой Социалистического Труда.

## Биография
Родился 10 октября 1923 года в селе Мироновка, ныне Киевской области Украины.
В 1940 году окончил мироновскую среднюю школу. В 1941—1943 годах был курсантом школы авиамехаников в Иркутске, в 1943—1946 годах работал авиамехаником в разных местах СССР. После Великой Отечественной войны учился в Харьковском авиационном институте, окончив его в 1950 году.
После этого работал на Куйбышевском моторостроительном заводе им. Фрунзе, где вырос до главного инженера. С 1968 по 1983 годы возглавлял Казанский моторостроительный завод (ныне КМПО). В 1983—1990 годах был директором Куйбышевского филиала НИИ авиационного двигателестроения. Некоторое время читал курс «Основы надежности воздушно-реактивных двигателей» в Куйбышевском авиационном институте. Затем находился на пенсии.
Умер 4 октября 2003 года в Самаре.
В Казани именем Петра Витера названа улица, проходящая рядом с КМПО.

## Награды
- В 1971 году П. А. Витеру было присвоено звание Героя Социалистического Труда с вручением ордена Ленина.
- Также был награждён вторым орденом Ленина, орденами Трудового Красного Знамени и Знак Почёта, медалями.